# Ḷ

Ḷ (minúscula: ḷ) es una letra del alfabeto latino tomada de la L con una marca diacrítica en forma de punto inferior. Se usa o ha sido usada en algunas lenguas para representar diversos sonidos.
- En las transcripciones fonéticas del castellano representa el alófono lateral interdental y aparece cuando el fonema /l/ está en posición silábica postnuclear y precede a /θ/. Evidentemente es un alófono que no aparece en las zonas de seseo.

- En asturleonés, se usan dos (Ḷḷ, minúscula: ḷḷ) para representar algunos alófonos dialectales del fonema lateral palatal /ʎ/), comúnmente denominados che vaqueira.

- Datos: Q425441
- Multimedia: Ḷ / Q425441